# Festhalle Ilmenau

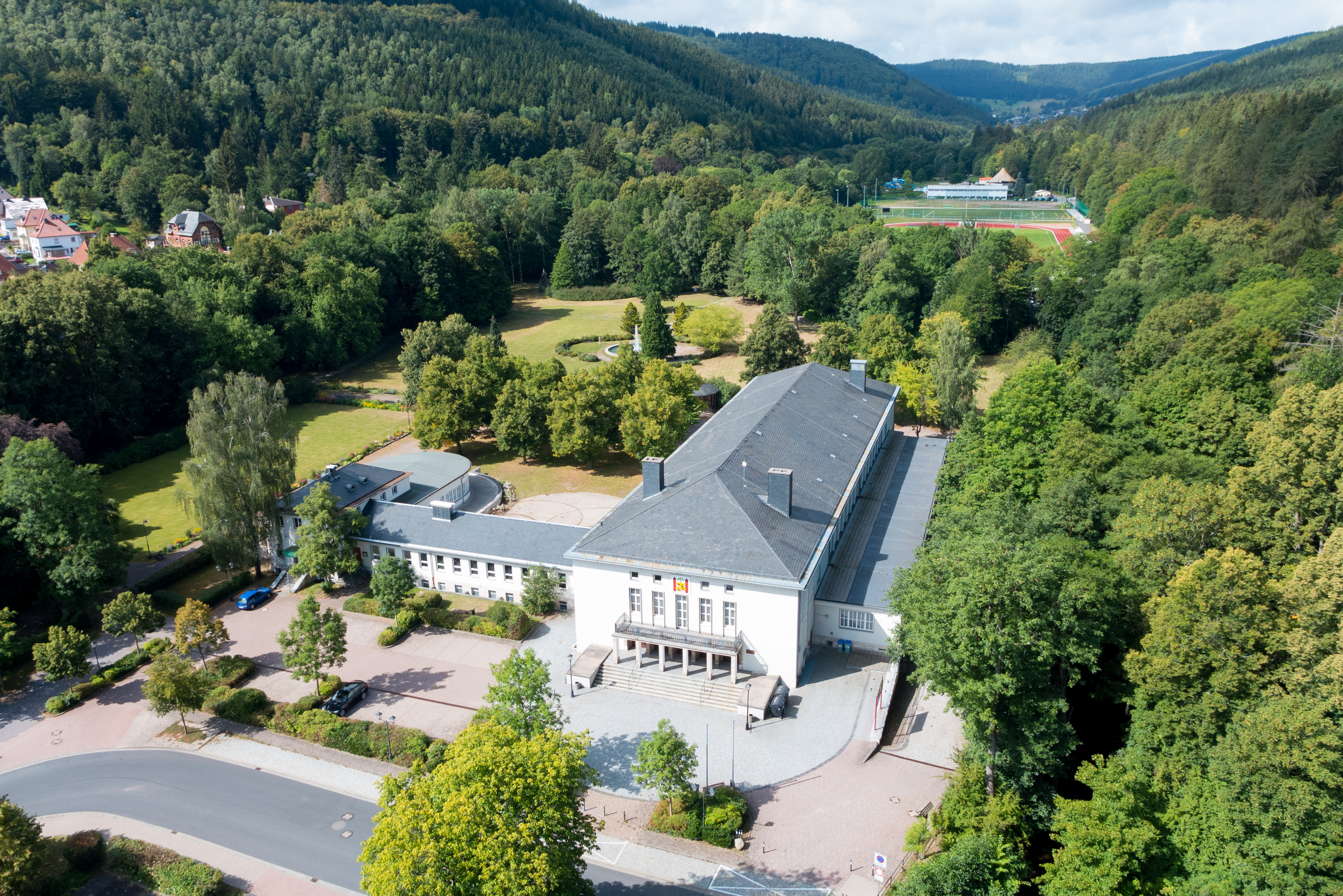
Festhalle Ilmenau (2019)

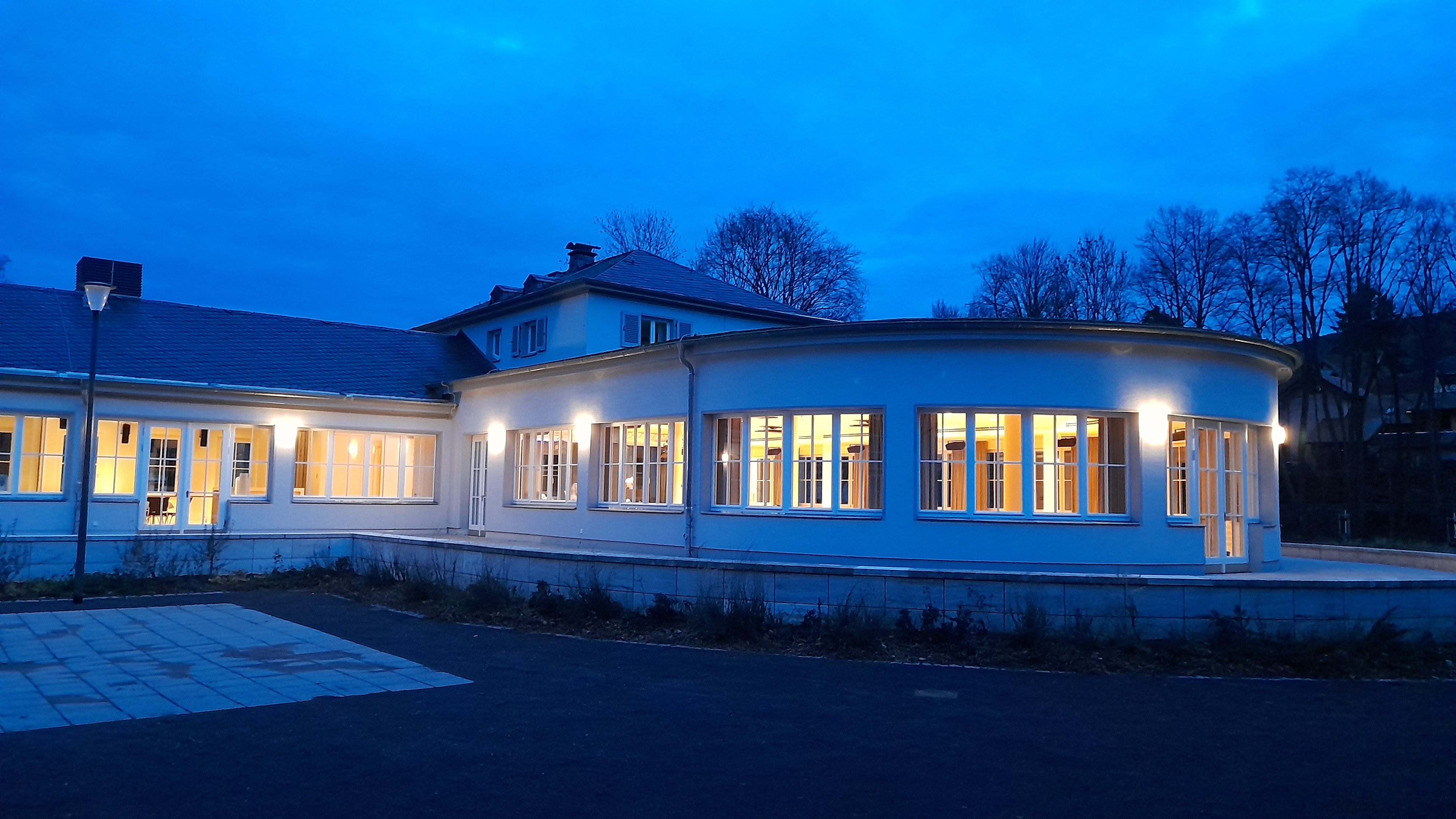
Außenansicht am Abend (2023)

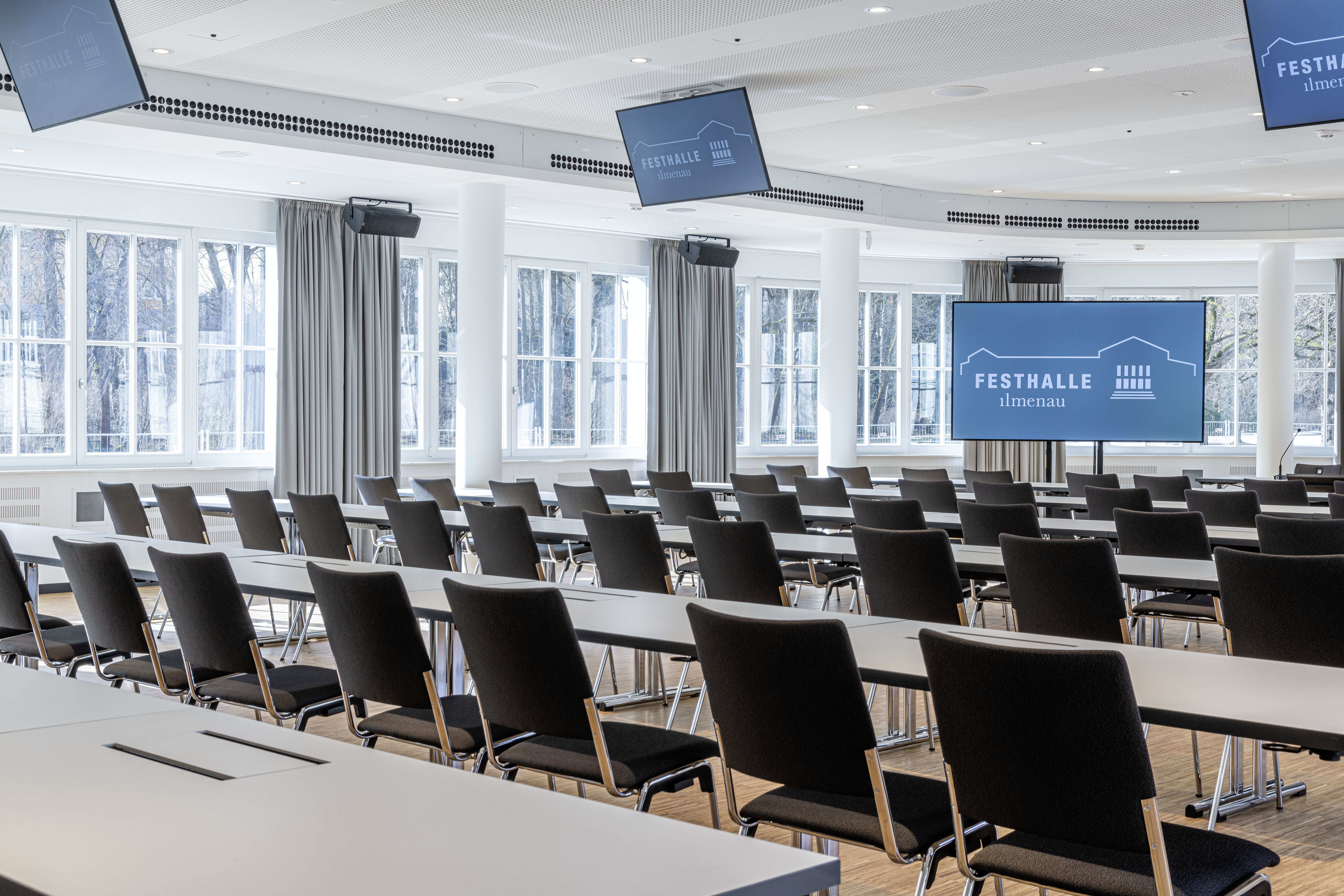
Parkcafé der Festhalle

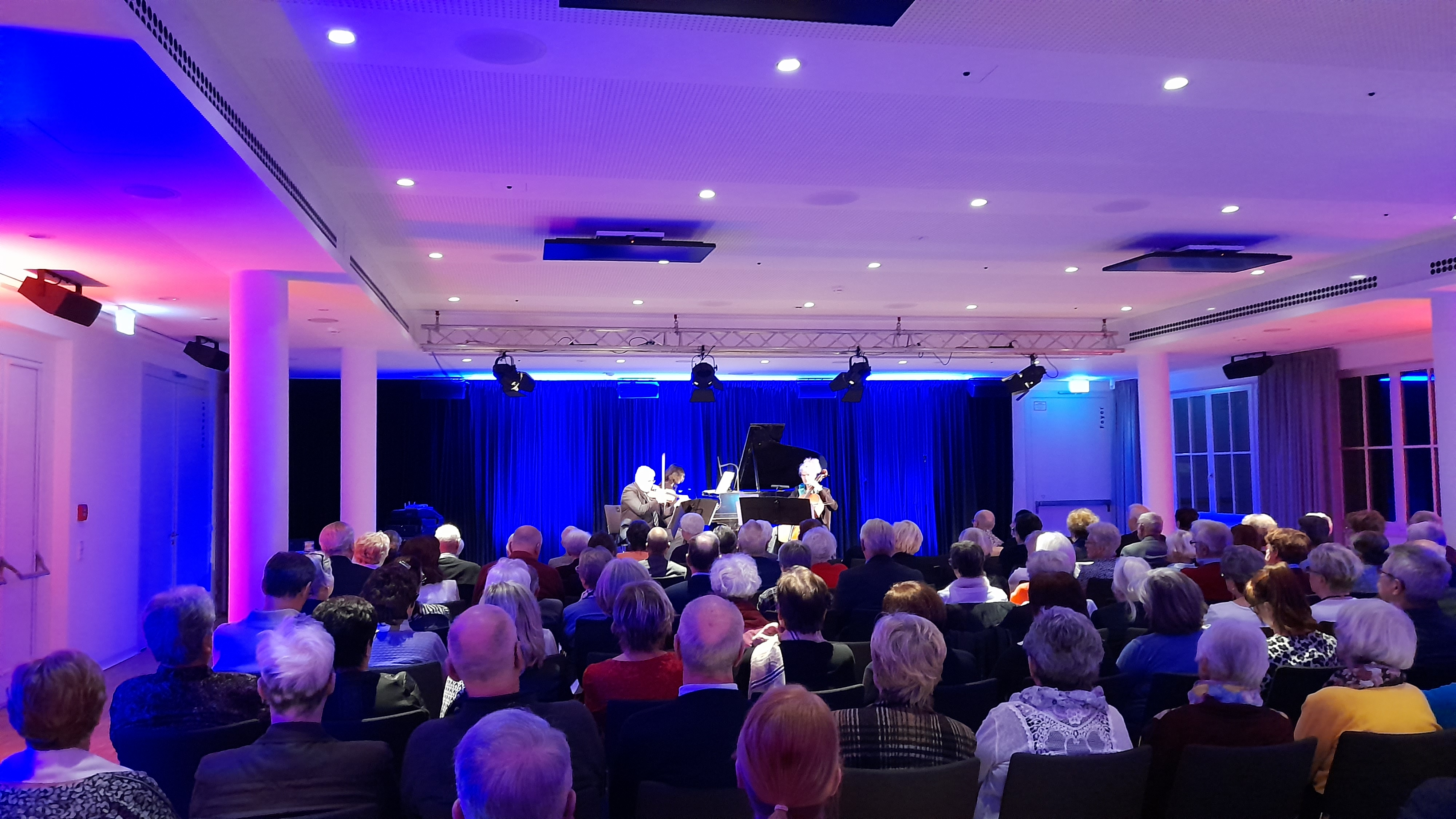
Neujahrskonzert mit dem Creuzburgtrio im Parkcafé am 1. Januar 2023

Bei der Festhalle Ilmenau handelt es sich um eine 1937 erbaute kommunale Stadthalle in Ilmenau in Thüringen, die als Kultur- und Kongresszentrum genutzt wird.

## Geschichte
Die Planungen eines „Festspielhauses“ gehen bis in das Jahr 1931 zurück, konnten jedoch aufgrund der damaligen schlechten wirtschaftlichen Lage nicht realisiert werden. 1935 wurden die Ideen jedoch wieder aufgegriffen, da es in Ilmenau immer noch an einem geeignet großen Raum für Theater, Konzerte und größere Veranstaltungen fehlte. Am 27. August 1936 fand hierzu eine Aussprache statt. Nach Klärung der Finanzierung wurde der Architekt Ernst Flemming aus Weimar mit der Planung und Durchführung beauftragt. Als Standort wurde ein Grundstück am Wellenbad ausgewählt.
Im August 1937 begannen die Rodungsarbeiten und Vorbereitungen für den Bau, gefolgt von der Grundsteinlegung am 19. September 1937. Aufgrund eines Einsatzes von 90 Bauarbeitern und 20 Zimmerleuten, die Tag und Nacht arbeiteten, konnte schon am 4. Februar 1938 Richtfest gefeiert werden. Am 6. Juli 1938 wurde die Festhalle mit Parkgaststätte offiziell eröffnet. Als Ehrengäste waren zahlreiche Persönlichkeiten von NSDAP, Staat, Wirtschaft, Militär und Behörden geladen. Die Bau- und Einrichtungskosten betrugen insgesamt 840.000 Reichsmark. Die Festhalle wurde danach für Veranstaltungen des öffentliche Lebens regionaler und überregionaler Art genutzt. Die Parkgaststätte wurde verpachtet.
Während des Zweiten Weltkrieges wurde der Gebäudekomplex 1942 an die Wehrmachtsverwaltung übergeben und bis 1945 als Lazarett genutzt. In dieser Zeit gingen Großteile des Inventars verloren. Von April bis Juli 1945 diente das Haus der US-Armee als Speiseraum, Casino und Gastwirtschaft. Nach Abzug der Amerikaner blieb das Haus kurze Zeit unbewacht und wurde geplündert. Doch bereits am 30. September 1945 fand wieder eine Tagung in der Festhalle statt. 1949 wurde die Festhalle saniert und als Kreiskulturhaus Mittelpunkt des politischen und kulturellen Lebens der Stadt und des Kreises Ilmenau. 1973 und 1985 fanden erneut Sanierungs- und Umbaumaßnahmen statt. Die Parkgaststätten wurden bis 1992 verpachtet und gastronomisch genutzt.
Im Vorfeld der friedlichen Revolution in der DDR fand am 27. Oktober 1989 das erste öffentliche Forum engagierter Bürger mit der politischen Führung statt. Der Platz vor der Festhalle war Veranstaltungsort mehrerer Großkundgebungen für Freiheit und Demokratie mit bis zu 25.000 Teilnehmern aus Ilmenau und Umgebung.
1994 wurde das Stadtarchiv nach Rückführung vom Landkreis in die Kellerräume der Festhalle verlagert und nahm am 19. April des Jahres seinen regulären Dienstbetrieb auf. Im gleichen Jahr wurde in den Räumlichkeiten der Parkgaststätte eine Diskothek eingerichtet. Am 14. Dezember 1994 zerstörte ein Brand das Verbindungsgebäude zwischen Festhalle und Parkgaststätte. Das gesamte Haus wurde dadurch stark in Mitleidenschaft gezogen. Im Mai 1995 wurden die Sanierungsarbeiten abgeschlossen. 1998 wurden die Toilettenanlage erneuert und der Platz vor der Festhalle neu gestaltet.
Seit dem 2. Oktober 2013 erinnert die Gedenktafel „Wir sind das Volk“ an die Zeit der politischen Wende.
Von April 2019 bis April 2023 wurde der Gebäudekomplex einer grundlegenden Sanierung im Umfang von rund 23 Millionen Euro unterzogen. In einem ersten Bauabschnitt wurden von April 2019 bis November 2020 das Parkcafé und der Parksaal saniert. In einem zweiten Bauabschnitt folgte ab März 2020 der große Festsaal. Der dritte Bauabschnitt beinhaltete die Neugestaltung des angrenzenden Festhallenparks. Mit einem Festakt am 18. April 2023 wurde die Festhalle nach Abschluss der Sanierung als Kultur- und Kongresszentrum wieder eröffnet.